# Derežová
Derežová - szczyt górski w Górach Lewockich we wschodniej Słowacji. 1214 m n.p.m. Zalesiony, pod szczytem chroniona Derežovská jaskyňa. Szlaków turystycznych brak - szczyt leży w obrębie poligonu wojskowego Javorina. 